# Henri Messerer
Henri Messerer, né le 19 mai 1838 à Marseille et mort dans la même ville le 5 octobre 1923, est un organiste et compositeur français,.

## Biographie
Formé à Strasbourg et Marseille, Henri Messerer, après avoir été organiste notamment à l'ancienne église Saint-Martin (cathédrale provisoire de Marseille à l'époque), est nommé en 1873 organiste titulaire du Grand-Orgue Cavaillé-Coll de 1859 de l'église Saint-Charles intra-muros, poste qu'il conservera durant cinquante ans soit jusqu'à sa mort.
Il tenait également un magasin d’instruments de musique au 74 et 76 rue Saint Ferréol auquel il accola en 1895 une petite salle de concerts dont les qualités esthétiques et acoustiques ont fait le succès : elle accueillait notamment des concerts de musique de chambre et des conférences.
Henri Messerer fut durant de longues années professeur d'orgue et d'écriture au Conservatoire de Marseille, dont il fut nommé Directeur à plusieurs reprises (en 1883/1884 en tant que censeur, de 1889 à 1898 puis 1903/1904 à titre provisoire). 

## Œuvre

### Œuvres pour orgue
Henri Messerer a composé plusieurs pièces pour l'orgue :
- Trois Pièces pour grand orgue (1. Andante religioso, 2. Cantabile, 3. Fantaisie sur deux cantiques de Noël).
- Alléluia.
- Trois Rapsodies provençales sur de vieux airs de Noël.
- Fantaisie pour orgue avec pédale, in Anthologie des Maîtres contemporains de l’orgue de l’abbé Joubert (Paris, Sénart, vol. 81914, pages 164-171).
- Offertoire ou Communion et Lamento, pour harmonium ou orgue sans pédale, in Anthologie des Maîtres contemporains de l’orgue (Paris, Sénart, vol. 2, pages 28-33).
- Transcription pour orgue de la Chaconne BWV 1004 de J.-S. Bach (publié aux éditions Delatour), jouée et enregistrée très régulièrement[7].

La structure et la registration de ces œuvres permet de déduire qu'elles ont été pensées à l'orgue Cavaillé-Coll de 1868 de l'église Saint-Joseph (qu'il jouait fréquemment et qui comporte trois claviers) davantage qu'à son instrument de Saint-Charles, qui n'en possède que deux.

### Autres œuvres
Le compositeur a également écrit d'autres œuvres musicales et théoriques :
- Lied pour hautbois et piano (publié aux éditions Delatour)
- Cantabile pour orchestre à cordes et orgue (publié aux éditions Delatour),
- Motets religieux, Messe en ré pour chœur mixte, Messe à trois voix d’hommes, Litanies de la T.-S. Vierge, Invocation.
- Accompagnements de noëls traditionnels (contributions au recueil de 1866 de 20 Noëls provençaux des plus connus à Marseille suivis de deux noëls français très estimés[8], avec accompagnement de clavier).
- Traité d’harmonie.

## Postérité
Proche du Lycée Thiers et du Conservatoire, la rue Henri Messerer à Marseille a été nommée en son honneur.
Son œuvre pour orgue a fait l'objet d'une étude exhaustive et d'un enregistrement à Saint-Charles en 1987 par Patrick Geel, organiste de l'église de Notre-Dame-du-Mont à Marseille.